# PLOS Genetics
PLOS Genetics é uma revista científica criada em agosto de 2005.
Trata-se de uma revista de genética publicada pela Public Library of Science (em português, "Biblioteca Pública de Ciência") dos Estados Unidos da América.
Todos os trabalhos são submetidos a peer review, antes de sua publicação.
Baseado nos primeiros três números da revista, a Thompson ISI calculou um fator de impacto (impact factor, em inglês)  preliminar de 7,528 pontos.